# یلوه گلوسفید ماداگاسکاری
یلوه گلوسفید ماداگاسکاری (نام علمی: Dryolimnas cuvieri) یا یلوه کوویه، گونه‌ای از پرندگان خانواده یلوگان است.
در جزایر کومور، ماداگاسکار، مایوت و سیشل یافت می‌شود.
در حال حاضر این آخرین عضو زنده از سردهٔ Dryolimnas است و گمان می‌رود که زیرگونه Aldabra آخرین پرنده بی‌پرواز در اقیانوس هند باشد. زیستگاه طبیعی آن جنگل‌های جلگه‌ای نمناک نیمه‌گرمسیری یا گرمسیری و جنگل‌های حرا نیمه‌گرمسیری یا گرمسیری است.

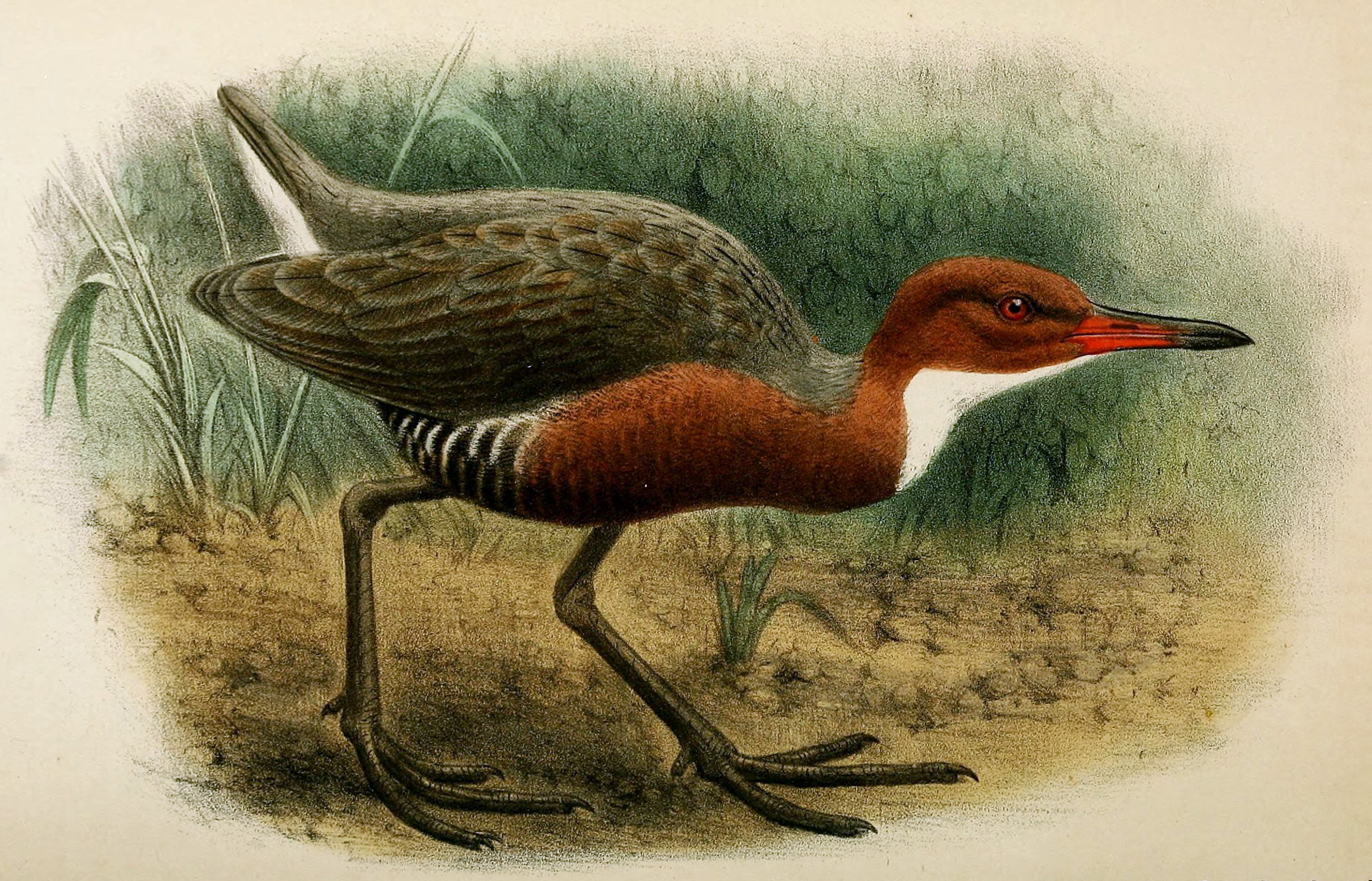
نگازه‌ای از زیرگونه منقرض‌شده Assumption Island، ۱۹۰۸